# Casa Dagorret
La Casa Dagorret es un inmueble ubicado en la intersección de avenida Providencia con la calle General Salvo, en la comuna de Providencia, en la ciudad de Santiago, Chile. Obra del arquitecto Luciano Kulczewski, fue construida como residencia para la familia Dagorret en 1935. Está dentro de la zona de conservación histórica Población Salvador Legión Militar de Chile.
Con dos pisos, un zócalo y una terraza, la casa está construida en hormigón armado.